# Nicoleta Grasu
Nicoleta Grasu (rođena Grădinaru) (Secuieni, 11. rujna 1971.), rumunjska atletičarka, natječe se u disciplini bacanju diska. Nicoleta Grasu rođena je u mjestu Secuieni u rumunjskoj županiji Neamţ kao Nicoleta Grădinaru, udaje se za rumunjskog bacača diska Costel Grasua te uzima prezime Grasu.

## Rezultati (medalje)
| Godina | Natjecanje      | Mjesto | Duljina |
| ------ | --------------- | ------ | ------- |
| 1998.  | EP u Budimpešti | 3.     |         |
| 1999.  | SP u Sevilli    | 3.     |         |
| 2001.  | SP u Edmontonu  | 2.     | 66.24 m |
| 2006.  | EP u Göteborgu  | 3.     | 63,58 m |
| 2007.  | SP u Osaki      | 3.     |         |
| 2009.  | SP u Berlinu    | 3.     | 65,20 m |
| 2010.  | EP u Barceloni  | 2.     | 63,48 m |